# Леута, Станислав Викентьевич
Станислав Викентьевич Леута (20 января (2 февраля) 1903, Николаев, Херсонская губерния, Российская империя (ныне — Николаевская область, Украина); по другим данным — Новый Двор, Виленская губерния, Российская империя (ныне — Гродненская область, Беларусь) — 28 января 1980, Москва, СССР) — советский футболист, нападающий, полузащитник, тренер. Заслуженный тренер РСФСР (1965).

## Биография
Родители Леуты — из деревни Новый Двор Виленской губернии. Его детство и юношество прошло в Херсонской губернии Украины, где в Гражданскую войну он воевал в составе Красной армии. В футбол начал играть в 1917 году в николаевской команде «Спортинг». В 1921 году Леута приехал в Москву, где играл за команду РГО «Сокол»; впоследствии выступал до 1935 года последовательно за все традиционно определяемые команды-предшественницы московского «Спартака» (МКС, «Красная Пресня», «Пищевики», «Промкооперация», «Дукат»). С 1935 до 1941 год — в «Спартаке».
В 1928—1932 годах выступал за сборную РСФСР; в 1925—1935 за сборную Москвы (в том числе и в официальных турнирах — чемпионатах РСФСР и СССР среди городов и республик).
В 1931—1935 годах провёл 7 неофициальных матчей в составе сборной СССР против сборной Турции, забил один гол.
Отличался универсализмом в игре, был игроком широкого диапазона действий с очень сильным ударом.
В апреле-мае 1939 года — главный тренер минского «Спартака».
В 1939 году появился камео в фильме «Подкидыш» (небольшой эпизод встречи футболистов).
В 1942 году был обвинён в антисоветской агитации, отбывал срок в Востураллаге, Тавда, Свердловская область, затем — на спецпоселении в Норильске, откуда вышел в 1950-х годах.
Впоследствии был тренером ДЮСШ «Спартак» Москва (1956—1958), главным тренером «Звезды» (Кировоград), «Спартака» Ульяновск (1959), «Спартака» Нальчик (1961), «Спартака» Саранск (1965, 1967), тренером элистинского «Уралана» (1966).
В 1960—1970 годах работал в Федерации футбола РСФСР.
Скончался 28 января 1980 года в Москве. Похоронен на 27-м участке Ваганьковского кладбища.

## Семья
Супруга Анастасия Васильевна (1902—1996). Дочь — Римма Станиславовна Леута (в замужестве — Никитина; г.р. 1924), спортсменка (конный спорт), чемпионка СССР, арбитр.

## Достижения
- Чемпионат СССР по футболу:

Чемпион (2): 1936 (осень), 1938.
Серебряный призёр: 1937.
Бронзовый призёр: 1936 (весна).
- Обладатель Кубка СССР: 1938.
- Чемпионат Москвы:

Чемпион (4) 1923 (весна), 1924 (весна), 1927 (осень), 1934 (весна).
- Чемпионат РСФСР:

Чемпион (2): 1928, 1931.
Серебряный призер 1932.
- Чемпион СССР среди сборных городов и республик (4): 1928 (победитель Всесоюзной Спартакиады), 1931, 1932, 1935
- В списке лучших футболистов СССР (2): № 2 (1928), № 3 (1930).
- Награждён орденом «Знак Почёта» (22.07.1937).